# Huawei P20
Huawei P20 — смартфон з лінійки Huawei P, який стартував у продажу в Україні 21 квітня 2018 року.

## Апаратне забезпечення
Смартфон побудований на базі восьмиядерного HUAWEI Kirin 970, 4 ядра Cortex A73 з частотою 2.36 ГГц і 4 ядра Cortex A53 з частотою 1.8 ГГц. Графічне ядро — Mali-G72 MP12. Пристрій має дисплей типу LTPS IPS LCD з діагоналлю 5,8" і роздільною здатністю 1080x2244. Співвідношення сторін 18.7:9.
Внутрішня пам'ять складає 128 ГБ, ОЗУ — 4 ГБ. Незнімний акумулятор 3400 мА/г.
Особливістю смартфону стала нова подвійна камера Leica 20 + 12 Мп, зйомка зі швидкістю 960 кадр/с для надсповільненого відтворення та інтелектуальна стабілізація зображення.

## Програмне забезпечення
Huawei P Smart працює на операційній системі Android 8.1 (Oreo) з графічною оболонкою EMUI 8.1.
Підтримує стандарти зв'язку: GSM 850/900/1800/1900 МГц, UMTS 850/900/1900/2100 МГц, LTE 1-9, 12, 17-20, 26, 28, 34, 38, 39, 40, 41.
Бездротові інтерфейси: WiFi 802.11 a/b/g/n/ac, Bluetooth 4.2, NFC. Смартфон підтримує навігаційні системи: GPS, ГЛОНАСС, GALILEO. FM-радіо відсутнє.

## Зовнішній вигляд
Телефон має скляно-металевий корпус. Доступні кольори: чорний, сутінковий, темно-синій, рожеве золото. Аналоговий аудіороз'єм 3.5mm jack відсутній, перехідник для підключення дротових навушників входить у комплект.